# Sceriffato della Mecca
Lo Sceriffato della Mecca (in arabo شرافة مكة‎? Sharāfa Makka) fu uno Stato teocratico nell'attuale Arabia Saudita, incentrato sulle due città sante islamiche di Mecca e Medina, nella regione dell'Hegiaz. Traeva il nome dal suo governante, lo sharif della Mecca.
Lo sceriffato fu privo di autonomia politica per gran parte della sua esistenza e dipese da vari imperi islamici, poiché detenerne il controllo garantiva una legittimazione al loro potere.
Esistette dal 968 al 1925 e dal 1517 al 1803 fu vassallo dell'Impero ottomano. Dal 1201 al 1925 fu governato da sceriffi Hassanidi, ovvero discendenti da Al-Hasan ibn Ali, figlio della figlia di Maometto.

## Origini
Il primo sceriffo della Mecca fu installato nel X secolo. All'epoca, incursori appartenenti alla setta dei carmati avevano rubato la Pietra Nera dalla Kaʿba meccana, gettando nell'imbarazzo il califfo abbaside di Baghdad, che ne era responsabile. Allora Abu l-Misk Kafur, governante dell'Egitto e vassallo del califfo, persuase i carmati a restituire la pietra alla Mecca in cambio di un tributo; quindi scelse uno degli emiri dell'Hegiaz come primo sceriffo del Mecca, nel 968.

## Sceriffato ottomano
Lo sceriffato era una forma di stato vassallo inusuale all'interno dell'Impero ottomano, in quanto al posto di pagare un tributo come facevano tutti gli altri, era l'Impero ottomano stesso a donare dei fondi alla città della Mecca perché essa rappresentava il principale centro religioso islamico e nel contempo era fonte di legittimazione stessa del potere turco.
All'inizio del XIX secolo lo sceriffato venne costantemente razziato ed infine annesso al Primo Stato Saudita. Quando il controllo ottomano sull'area venne restaurato nel 1845, esso venne cambiato con la costituzione di un vilayet come parte della regione dell'Hejaz.